# José María Paz
Pour les articles homonymes, voir Paz.
José María Paz y Haedo (Córdoba, Argentine 1791 – Buenos Aires 1854) est un militaire argentin qui participa à diverses phases de la guerre civile argentine dans la première moitié du XIXe siècle.
Après des études à l’université de sa ville natale, il s’engagea dans la carrière militaire, d’abord aux côtés des patriotes argentins contre la tutelle coloniale espagnole, puis dans l’armée argentine lors la guerre contre le Brésil de 1825, enfin, après l’indépendance de l’Argentine, dans le camp des unitaires contre les fédéralistes. Ses talents de stratège et son habileté tactique lui assurèrent, outre une ascension rapide, plusieurs victoires militaires éclatantes. Capturé par surprise en 1831 par les hommes du caudillo fédéraliste López, il fut emprisonné pendant huit ans, notamment par le dictateur Rosas. Finalement libéré, et infidèle à son serment de ne pas prendre les armes contre Rosas, il mit sur pied une armée dans le nord du pays, mais, malgré des victoires glorieuses sur le fédéraliste Echagüe, dut s’enfuir à Montevideo en 1842. Une deuxième tentative dans le nord en 1844 ne lui réussit pas davantage, et Paz fut contraint à l'exil au Brésil. Lorsqu'Urquiza, ancien allié de Rosas, eut fait contre celui-ci son pronunciamento de 1852, Paz rentra en Argentine, fut nommé brigadier général, mais après la révolution unitaire de septembre 1852 rejoignit la sédition portègne et joua un important rôle dans la résistance victorieuse lors du siège mis devant Buenos Aires par les fédéralistes, concourant ainsi à faire de la capitale pour une dizaine d’années encore un État séparé du reste du pays.

## Biographie

### Jeunes années
Fils de criollos, c'est-à-dire d'Européens nés dans les colonies espagnoles, Paz fit ses études au séminaire de Loreto dans sa ville natale, où il suivit les cours de philosophie et théologie, puis à l’Université nationale de Córdoba, où il obtint une licence de lettres, avec spécialisation en mathématiques, latin et jurisprudence. Sitôt après la Révolution de Mai, il abandonna les études pour s’engager dans l’armée du Nord (Ejército del Norte), qui luttait pour l’indépendance contre les forces royalistes.

### Combat pour l’Indépendance
Ainsi, le 12 septembre 1811, reçut-il l’ordre de marcher vers le Haut-Pérou (ancienne province de Charcas, dans l’actuelle Bolivie) pour y être incorporé à l’Armée du Nord. En 1812, devenu assistant d’Eduardo Kaunitz de Holmberg, alors secrétaire du général Manuel Belgrano, il prit part, au sein des troupes de Belgrano, aux batailles victorieuses de Tucumán et de Salta. S’étant signalé par sa bravoure, il fut distingué de l’insigne des Défenseurs de la Patrie, décoration décernée par le Deuxième Triumvirat, et monta au grade de capitaine. Il combattit dans les batailles de Vilcapugio et de Ayohuma, ainsi que dans celle de Venta y Media, qui furent des défaites pour l’Armée du Nord. Au cours de cette dernière bataille, parti en reconnaissance avancée, il fut pris pour cible par une troupe royaliste et fut blessé par balles au bras droit, dont il perdit l’usage pour le restant de sa vie ; cette invalidité lui valut le sobriquet de El Manco Paz (l’estropié Paz). En 1814, le Directeur suprême Juan Martín de Pueyrredón le nomma à la tête des bataillons de Dragons de la Patrie, l’élevant au grade de colonel.

### Engagement dans la guerre civile argentine et mutinerie d'Arequito
En 1817, Manuel Belgrano reçut l’ordre de s’engager dans la guerre civile, qui menaçait le centralisme portègne un an après la déclaration d’indépendance de 1816. Le colonel Paz, placé sous le commandement de Juan Bautista Bustos, fut ainsi chargé de combattre Estanislao López, commandant en chef des forces fédéralistes, et affronta celui-ci dans la bataille de La Herradura (prov. de Córdoba), mais fut battu.
Le Directoire de Pueyrredón à présent ordonna à toutes les armées nationales de faire déposer les armes à tous les fédéralistes. Cependant, le 8 janvier 1820, dans les environs d'Arequito, alors que l’Armée du Nord s’apprêtait à obtempérer, le général Juan Bautista Bustos, accompagné des colonels Alejandro Heredia et José María Paz, incitèrent une partie importante de l’armée en partance pour Buenos Aires à se soulever. Leur dessein était de se maintenir en dehors d’un conflit fratricide et de reprendre la lutte contre les royalistes.
Avec l’armée à leur suite, ils retournèrent alors à Córdoba, où Bustos aussitôt s’empara du gouvernement de la province, contre l’avis de Paz et d’autres militaires, qui voulaient se porter vers la frontière nord menacée par les Espagnols et leurs partisans. José María Paz fut congédié de l’armée et envoyé par Bustos à Santiago del Estero, où il se tiendra deux ans hors de la politique. En 1823, il gagna la province de Catamarca afin d’y instruire deux cents soldats, qu’il dénomma le bataillon de chasseurs, et qui peu après l’accompagneront dans la guerre entre Argentine et Brésil, dite Guerre de Cisplatine.

### La guerre contre l’empire du Brésil

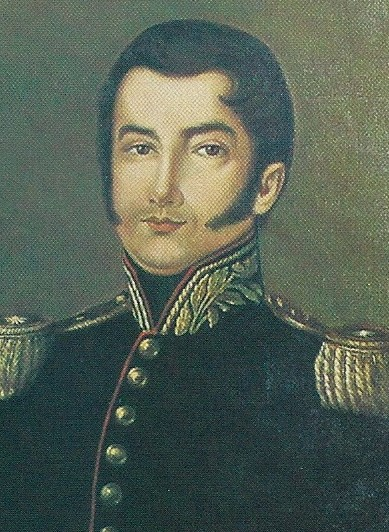
José María Paz.

L’Argentine se vit contrainte d’enclencher la guerre dite du Brésil ou guerre argentino-brésilienne (connue au Brésil comme Guerra da Cisplatina, et ordinairement désignée en langue française par guerre de Cisplatine) pour libérer les provinces Orientale et de Misiones, occupées par les Luso-brésiliens depuis la défaite qu’avait subie José Artigas et qu’avait consommée la bataille de Tacuarembó en 1820. Le conflit se mua en 1825 en guerre militaire ouverte engageant l’Argentine tout entière contre le Brésil, et fut conclu, en dépit des victoires de l’Argentine, au détriment de celle-ci en 1828. Dans cette guerre, Paz s’illustra avec son Régiment de Chasseurs dans la bataille de Ituzaingó, où il fit reculer les soldats brésiliens, puis, à la tête d’une centaine d’hommes seulement, força l’ennemi de se rendre, ce qui lui valut d’accéder au grade de général par disposition du général Carlos María de Alvear. Lorsque celui-ci se retira, il lui remit, à titre intérimaire, le commandement de l’Armée nationale ; Paz fut nommé chef d’état-major général, devenant ainsi le premier commandant général de carrière en Argentine. Une fois signée la paix avec le Brésil, Paz regagna Buenos Aires, où le général Juan Lavalle le nomma ministre de la Guerre. Cependant, il se consacra alors à constituer une armée destinée cette fois à lutter contre les caudillos de l’intérieur, choisissant par là de prendre parti pour les unitaires.

### Batailles contre les caudillos pendant la guerre civile
Paz relate dans ses écrits (en particulier dans ses Mémoires) combien il avait peine à croire que de simples fermiers fussent capables de déclarer la guerre ou de mener des batailles contre un gouvernement central. De même, il lui était difficile d’admettre que la population pût les appuyer. Il considérait qu’à l’intérieur du pays et dans le Littoral, à la différence de Buenos Aires, profondément influencée par les idées de la Révolution française, la structure coloniale s’était non seulement maintenue, mais que de surcroît y agissaient aussi désormais des caudillos tels que Güemes, Bustos, Quiroga, López, Aldao et Ibarra, aptes, eux, à affronter une armée constituée et éventuellement à la vaincre. Dans son opinion, ces caudillos incarnaient le système totalitaire.
Paz lança alors sa campagne contre les caudillos et fit choix d’envahir en premier lieu la province de Córdoba, jetant dans la bataille une force armée de plus de mille hommes, principalement composée de cavalerie et de vétérans de la guerre de Cisplatine ou ayant participé à la défaite unitaire de Puente de Márquez. Le gouverneur Bustos se retira dans la vallée de San Roque (l’actuel lac San Roque), où, au terme de plusieurs jours de négociations, le 22 avril 1829, Paz le vainquit dans la bataille de San Roque, pour ensuite assumer lui-même la fonction de gouverneur. Bustos cependant sollicita l’aide de Facundo Quiroga, lequel se porta à son secours ; ce nonobstant, ils seront battus dans la bataille de La Tablada les 22 et 23 juin 1829 ; il semble que l’habileté et les talents de stratège de Paz aient eu raison du mode de combat désordonné des caudillos.
À la suite de la bataille, ses officiers fusillèrent plusieurs officiers faits prisonniers. Comme les chefs fédéralistes des régions montagneuses refusaient de reconnaître son autorité, Paz diligenta, pour « pacifier » l’ouest de la province, des troupes sous le commandement de Juan Esteban Pedernera et de Juan Pascual Pringles ; lors de cette campagne militaire furent commis nombre d'excès et de violations de tous ordres, et certains auteurs évoquent jusqu’à 2 500 morts.
Pour se financer, il eut recours à la même méthode que celle qu’il dénonçait chez ses ennemis fédéralistes, savoir : les contributions forcées, cette fois imposées aux fédéralistes. Ceux qui refusaient de s’en acquitter étaient obligés de s’incorporer dans l’armée comme soldats. Il alla jusqu’à confisquer les biens de Bustos.
Abstraction faite du gouvernement de Lamadrid dans la province de La Rioja, en réalité le produit d’une invasion sans enracinement local, les provinces alliées à Paz étaient, à ce moment, celles de Salta, Tucumán et de Catamarca.
Facundo Quiroga revint à nouveau l’année suivante, mais fut derechef battu dans la bataille d’Oncativo, ce qui fit dire à Quiroga, admiratif, que Paz « est un général qui gagne les batailles avec des figures de menuet », par allusion à ses volte-face et prises de flanc. Quiroga s’exila à Buenos Aires et Aldao fut fait prisonnier.
Sans attendre, Paz dépêcha des corps d’armée dans les provinces détenues par les alliés de Quiroga, afin d’éviter qu’elles ne se ressaississent et ne revinssent à l’attaque. Furent ainsi envahies les provinces de Mendoza, San Juan, Catamarca, San Luis et La Rioja, puis quelques mois plus tard, également la province de Santiago del Estero. À La Rioja, Paz envoya Lamadrid, qui s’employa à piller les biens personnels de Quiroga, en plus de persécuter sa famille et de commettre d’autres exactions. Cela eut pour effet de provoquer le retour de Quiroga, qui pourtant jusque-là se considérait comme définitivement battu et ne souhaitait plus poursuivre la guerre civile.
Les gouvernements provinciaux ennemis une fois remplacés par d’autres, à lui dévoués, il convoqua leurs représentants et constitua avec eux la Ligue unitaire ou Ligue de l’Intérieur (esp. Liga del Interior). Il s’agissait d’une alliance offensive et défensive, sous la forme d’une confédération inorganique : en effet, loin de vouloir établir un gouvernement central et de réunir un congrès, l’on se proposait seulement de réaliser une union de provinces, au travers de réunions de délégués des différents gouvernements provinciaux. Paz obtint que la Ligue de l’Intérieur lui décernât le titre de Chef suprême militaire, les provinces restant totalement soumises à son autorité non seulement militaire, mais aussi civile et même judiciaire. On peut remarquer que le gouverneur de Buenos Aires, Juan Manuel de Rosas, devait plus tard dominer le pays de fort semblable façon, et que Paz l’en critiquera fortement.

### Paz prisonnier
À cela, les gouvernements du Littoral répliquèrent en signant un traité d’alliance, dit Pacte fédéral, dans le but d’affronter Paz et ses alliés. López ensuite se dirigea lentement vers la frontière avec la province de Córdoba, pendant que ses subalternes entreprenaient de brèves incursions dans le nord de cette province. Parallèlement, l’armée de Rosas faisait route vers Córdoba, sous les ordres de Juan Ramón Balcarce. Quiroga traversait le sud de la province de Córdoba en direction de Cuyo, et dans la province de Santiago del Estero, Ibarra avait lui aussi repris la lutte.

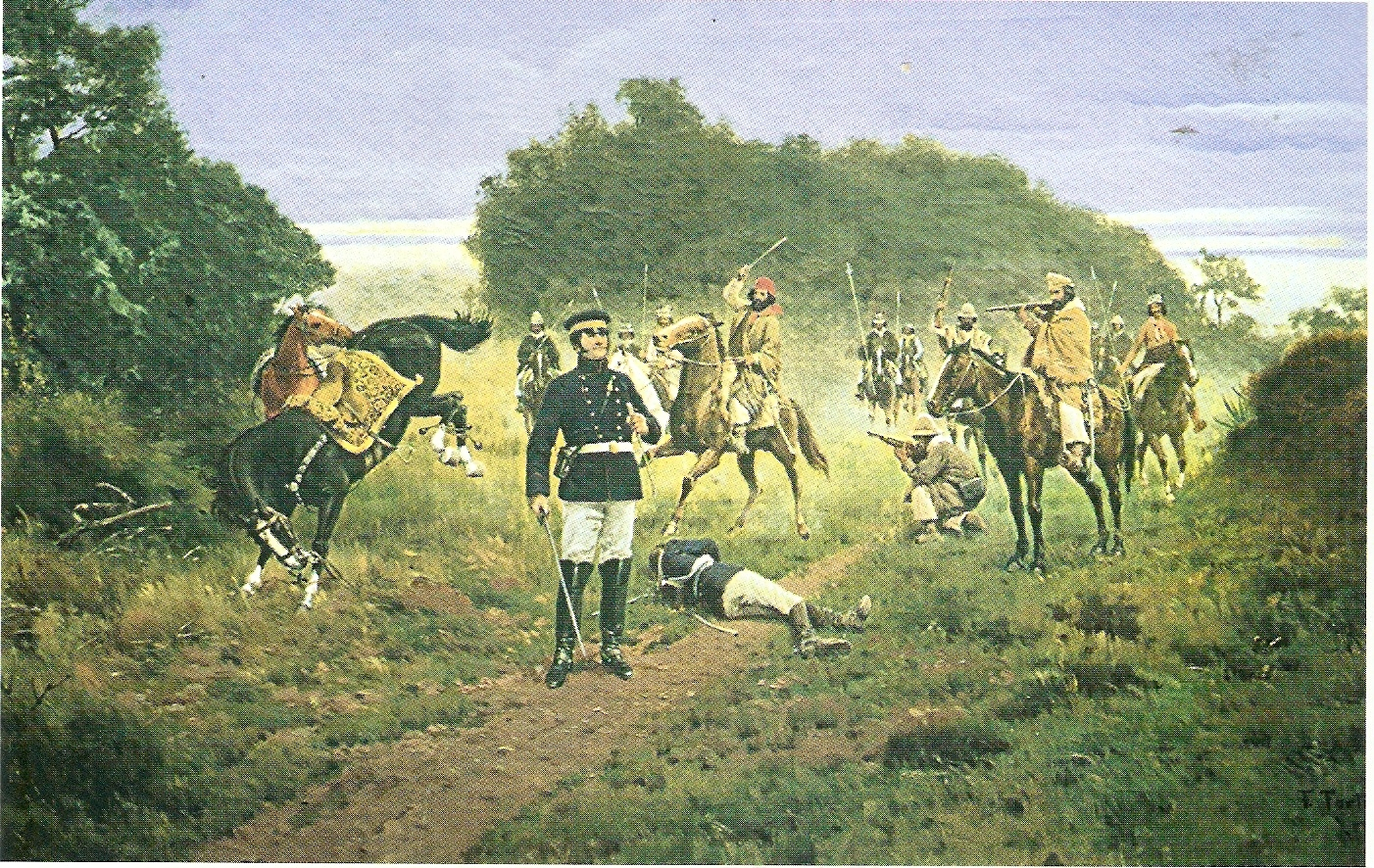
Paz capturé par les troupes fédéralistes, tableau de Francisco Fortuny.

Les avancées fédéralistes ayant entraîné la défaite de l’avant-garde de Paz lors de la bataille de Fraile Muerto, le gouverneur se vit alors obligé de faire marche, de sorte à contraindre López de présenter bataille. Mais, le 10 mai 1831, alors qu’il choisissait le terrain sur lequel combattre López, en se tenant dans quelque bosquet à proximité de la localité d'El Tío (dans le nord-est de la province de Córdoba), il fut inopinément rejoint par les forces fédéralistes, à présent commandées par les frères Reynafé. Son cheval fut neutralisé par une boleadora et Paz lui-même fut fait prisonnier. Remis aux mains de López, Paz fut transféré à Santa Fe, où commença pour Paz un parcours carcéral qui devait se prolonger pendant huit années, dont les quatre premières à Santa Fe. C’est à ce moment que Rosas demanda à López la tête de Paz ; López toutefois s’y refusa, faisant observer que Quiroga était sain et sauf à Buenos Aires. Alors qu’il était détenu dans le bâtiment de la douane à Santa Fe, Paz commença la rédaction de ses Mémoires ; c’est là également que, le 31 mars 1835, il contracta mariage avec sa cousine Margarita Weild, devenue enceinte de ses œuvres après qu’elle eut pris soin de lui dans la prison.
À la suite de l’assassinat de Quiroga, Paz fut remis à Rosas, selon un accord secret entre Rosas et López, accord singulier impossible à comprendre, à moins d’en chercher l’explication dans l’état de santé, déjà très dégradé à ce moment, de López.
Il passa ses quatre dernières années de détention à Luján, dans la province de Buenos Aires, jusqu’à ce qu’en avril 1839 lui fût accordée la liberté surveillée, sous le serment de se tenir éloigné de l’opposition à Rosas. Mais les représailles qui suivirent la défaite de la rébellion des Libres del Sur le firent craindre pour la vie de son épouse et de ses fils. Pendant son transfert vers Buenos Aires, le 3 avril 1840, il s’enfuit à Montevideo.
Rosas, préoccupé que Paz ne reprît ses activités militaires, lui offrit une mission diplomatique à l’étranger, mais Paz déclina la proposition et, à la mi-juillet 1840, s’en fut rejoindre l’armée de Juan Lavalle à Punta Gorda, sur la rive orientale du Paraná, où Lavalle rassemblait ses hommes en vue d’une campagne contre Buenos Aires. Lavalle cependant refusa de le recevoir et, après une courte bataille indécise à Sauce Grande, décida de s’embarquer pour San Pedro, tout en conseillant à Paz de se diriger sur la province de Corrientes pour y réunir des renforts pour sa campagne. Paz donc gagna Corrientes (tandis que Lavalle fait traverser le fleuve à son armée en direction de la province de Buenos Aires, sans autorisation du gouvernement de cette province), et eut une entrevue à San Roque avec le gouverneur Pedro Ferré. Peu de jours après, début août, il fut nommé chef de l’armée correntine.

### Campagnes dans la province de Corrientes et à Montevideo
Paz raconte dans ses Mémoires, rédigées en grande partie peu après ces événements, qu’à Corrientes, il eut à faire face à toutes sortes de difficultés, parmi lesquelles le fait que Lavalle l’avait laissé, après son départ, sans hommes utiles ni armes. C’est alors qu’il mit sur pied une armée d’adolescents ― les escueleros (écoliers) de Paz, comme on les appelait dans cette province ― et de jeunes, avec seulement deux cents fusils à silex, quelques vieux barils de poudre, et quelques rares vétérans ayant fait partie de ses Chasseurs lors de la guerre contre le Brésil. Avec cette ébauche d’armée, qu’il parvint à discipliner correctement, il réussit à vaincre le caudillo originaire d’Entre Ríos Pascual Echagüe le 28 novembre 1841 dans la bataille de Caaguazú, une des batailles les plus brillantes qu’ait vues le sol argentin ― aujourd’hui encore matière d’étude ―, et qui mit en lumière l’intelligence militaire du général Paz.
En 1842, mettant à profit cette victoire, il s’empara, à la poursuite d’Echagüe, de la ville de Paraná, prenant pied ainsi en Entre Ríos, et se fit nommer gouverneur de cette province. Cependant, le gouverneur Ferré, indigné par cette nomination, lui retira son appui et le contraignit à l’exil à Montevideo, où, cette même année, il put se réunir avec sa famille.
Lorsque parvint à Montevideo la nouvelle de la bataille d’Arroyo Grande du 12 décembre 1842, il fut nommé chef de l’armée dite Armée de Réserve (Parti Colorado), mise sur pied pour pouvoir faire face à l’armée uruguayenne de Manuel Oribe. Celui-ci, appuyé par Rosas, avait entrepris d’assiéger les colorados à Montevideo, déclenchant ainsi la guerre civile uruguayenne (Guerra Grande en espagnol). Organisant efficacement la défense, Paz demeura à la tête de ce corps d’armée jusqu’à juin 1844, puis passa au Brésil. De là, il retourna à Corrientes, où le nouveau gouverneur, Joaquín Madariaga, le nomma Directeur de la Guerra contre Rosas. Son principal dessein était d’attaquer Entre Ríos, alors dépourvue d’autorité par suite de l’absence du gouverneur Justo José de Urquiza, et, si possible, parvenir à Buenos Aires.
Paz assuma le commandement de ce qu’il appelait la « Quatrième Armée » et, tirant parti de ce que Rosas avait refusé de reconnaître l’indépendance du Paraguay, signa le Traité d’Alliance et la Convention additionnelle du 11 novembre 1845 avec le président paraguayen Carlos Antonio López. Celui-ci envoya au secours de Paz une petite armée, commandée par le fils du président, Francisco Solano López, devenu célèbre par la suite, armée qui cependant ne parviendra jamais à faire la jonction avec les forces correntines.
Aux premiers jours de 1846, Urquiza et Servando Gómez envahirent Corrientes. Paz décida de tenter de rééditer le tour de force de Caaguazú et se retira lentement pour attirer l’ennemi dans un piège parfait dans quelque recoin des marécages d'Ubajay. Toutefois, ce faisant, il abandonna plus de la moitié de la province à l’envahisseur, ce pour quoi on l’a souvent blâmé. Juan Madariaga, commandant l’arrière-garde de la retraite, s’enhardit à affronter l’ennemi dans la bataille de Laguna Limpia, où il fut totalement battu et fait prisonnier. Urquiza poursuivit son avancée jusqu’à se trouver face à la position défensive de Paz. Mais, connaissant les intentions de Paz par la correspondance qu’il avait interceptée lors de la bataille de Laguna Limpia, Urquiza fit marche arrière jusqu’à Entre Ríos, sans que Paz entreprît la poursuite. Aussitôt, Urquiza entama des pourparlers avec le gouverneur correntin Joaquín Madariaga par l’intermédiaire de son frère Juan, pourparlers auxquels Paz, refusant toute négociation, coupa court. Les amis de Paz qui siégeaient au pouvoir législatif déposèrent Joaquín Madariaga, mais le gouverneur contre-attaqua promptement et obligea le général Paz à fuir au Paraguay en mars 1846. Urquiza et Madariaga signèrent, sans Paz, le traité d’Alcaraz, mais celui-ci sera rejeté par Rosas. Urquiza alors attaqua et vainquit les frères Madariaga vers la fin de 1847.

### Dernières années

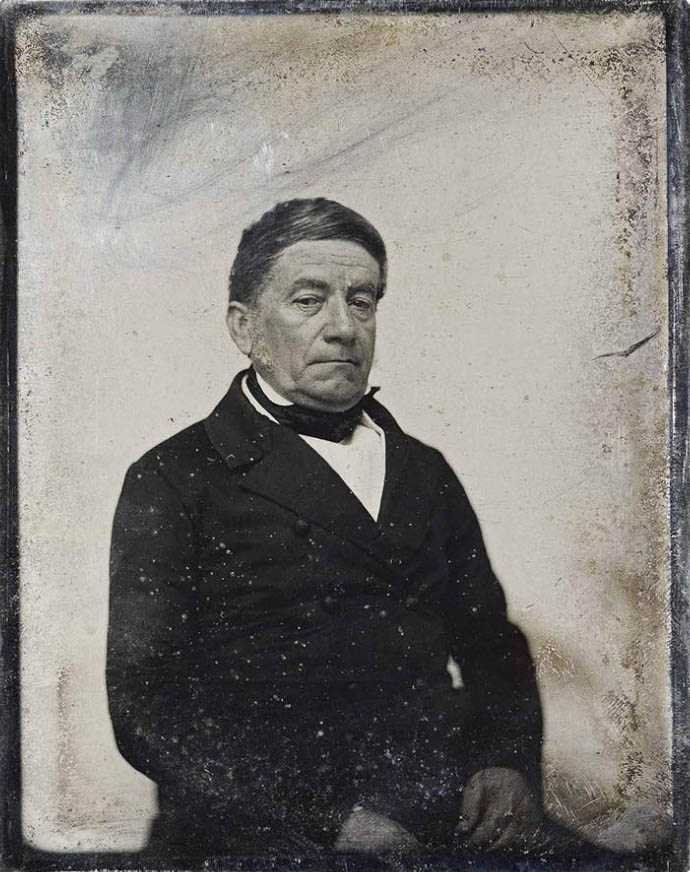
Daguerréotype de José María Paz (vers 1850).

Entre-temps, Paz, ayant trouvé asile à Rio de Janeiro, et plongé dans la pauvreté, s’établit à la campagne comme fermier. C’est là que son épouse mourra en couches, le 5 juin 1848, en donnant le jour à son neuvième fils ; à Paz seul incombait désormais la tâche d’élever ses enfants, de qui six moururent prématurément. Il employa ses loisirs à achever ses Mémoires, dont il avait commencé la rédaction pendant ses années de prison.
Avec le temps, il acquit la conviction que Rosas finirait vaincu par ses propres subordonnés. Lorsqu’il apprit le pronunciamiento d’Urquiza contre Rosas, il gagna Montevideo, où il attendit qu’advînt le dénouement favorable. À son arrivée à Buenos Aires, Urquiza se plaignit de sa présence, mais le désigna néanmoins brigadier général de la Confédération argentine.
Après la révolution unitaire du 11 septembre 1852, le gouverneur Manuel Guillermo Pinto le chargea d’une mission dans les provinces de l’Intérieur. Il devait amener celles-ci à la cause de Buenos Aires, afin de former une assemblée constituante (Congreso Constituyente) qui fût dominée par les libéraux et (surtout) par la province de Buenos Aires, laquelle en effet avait refusé de sanctionner la Constitution argentine de 1853. Comme les gouverneurs des provinces de Santa Fe et de Córdoba lui avaient interdit d'entrer dans leur province, le gouverneur Valentín Alsina le plaça à la tête d’une armée, tenant quartier-général à San Nicolás de los Arroyos, à l’effet d'envahir lesdites provinces. Mais le siège mis devant Buenos Aires par Hilario Lagos l’obligea à retourner à la capitale, où il fut nommé ministre de la Guerre. À ce titre, il organisa avec succès la résistance portègne, ce qui fera échouer le siège et prolongera la séparation de Buenos Aires d’avec le reste du pays pendant près d'une décennie.
En dépit de son désaccord avec le Congrès constituant de la province de Buenos Aires, il en fut élu membre, mais ne put, pour raison de santé, assister avec assiduité aux délibérations. Le 11 avril 1854, jour de l’approbation et de la signature de la Constitution provinciale, il fut présent pour exprimer contre Bartolomé Mitre son désaccord avec le document, lequel proclamait Buenos Aires « État indépendant ». Ce sera son ultime geste politique ; il mourut en effet quelques mois plus tard, et sera inhumé avec les honneurs de la patrie. Sous la présidence de Domingo Faustino Sarmiento, ses restes furent translatés à la cathédrale de Córdoba, de même que les restes rapatriés de son épouse. En son hommage, le périphérique autoroutier de Buenos Aires porte le nom de Avenida General Paz.